# Апем (парафія, Нью-Брансвік)
Апем (англ. Upham) — парафія в Канаді, у провінції Нью-Брансвік, у складі графства Кінгс.

## Населення
За даними перепису 2016 року, парафія нараховувала 1269 осіб, показавши скорочення на 2,8%, порівняно з 2011-м роком. Середня густина населення становила 6,7 осіб/км².
З офіційних мов обидвома одночасно володіли 110 жителів, тільки англійською — 1 155, а 5 — жодною з них. Усього 5 осіб вважали рідною мовою не одну з офіційних.
Працездатне населення становило 57,4% усього населення, рівень безробіття — 13,3% (18,8% серед чоловіків та 5,8% серед жінок). 87,5% осіб були найманими працівниками, а 10% — самозайнятими.
Середній дохід на особу становив $38 217 (медіана $28 128), при цьому для чоловіків — $49 637, а для жінок $25 535 (медіани — $40 896 та $20 416 відповідно).
34% мешканців мали закінчену шкільну освіту, не мали закінченої шкільної освіти — 23,9%, 42,6% мали післяшкільну освіту, з яких 10,1% мали диплом бакалавра, або вищий.
| Статево-вікова структура населення | Статево-вікова структура населення | Статево-вікова структура населення | Статево-вікова структура населення | Статево-вікова структура населення |
| ---------------------------------- | ---------------------------------- | ---------------------------------- | ---------------------------------- | ---------------------------------- |
|                                    |                                    |                                    |                                    |                                    |
| Всього                             | Всього                             | 49,2%50,8%                         |                                    |                                    |
| 0 — 14 років                       | 0 — 14 років                       |                                    | 18,1%                              | 18,1%                              |
| 15 — 64 років                      | 15 — 64 років                      |                                    | 65%                                | 65%                                |
| 65 і більше                        | 65 і більше                        |                                    | 16,9%                              | 16,9%                              |
| 85 і більше                        | 85 і більше                        |                                    | 0,8%                               | 0,8%                               |
| Середній вік (років)               | Середній вік (років)               | 41,842,0                           | 41,9                               | 41,9                               |
| Медіана (років)                    | Медіана (років)                    | 45,645,2                           | 45,4                               | 45,4                               |
| — чоловіки — жінки                 |                                    |                                    |                                    |                                    |

| Походження мешканців:     | Походження мешканців:     | Походження мешканців: | Походження мешканців: | Походження мешканців: |
| ------------------------- | ------------------------- | --------------------- | --------------------- | --------------------- |
| Походження                |                           |                       | осіб                  | %                     |
| Корінні американці        | Корінні американці        |                       | 50                    | 3.94%                 |
| Інше північноамериканське | Інше північноамериканське |                       | 740                   | 58.27%                |
| Європейське               | Європейське               |                       | 845                   | 66.54%                |
| британське                | британське                |                       | 715                   | 56.3%                 |
| французьке                | французьке                |                       | 190                   | 14.96%                |
| Карибське                 | Карибське                 |                       | 10                    | 0.79%                 |

| Зайнятість населення за галузями (за класифікацією NOC): | Зайнятість населення за галузями (за класифікацією NOC): | Зайнятість населення за галузями (за класифікацією NOC): | Зайнятість населення за галузями (за класифікацією NOC): | Зайнятість населення за галузями (за класифікацією NOC): |
| -------------------------------------------------------- | -------------------------------------------------------- | -------------------------------------------------------- | -------------------------------------------------------- | -------------------------------------------------------- |
|                                                          |                                                          |                                                          |                                                          |                                                          |
| Управління                                               | Управління                                               |                                                          | 6%                                                       | 6%                                                       |
| Бізнес, фінанси та адміністрування                       | Бізнес, фінанси та адміністрування                       |                                                          | 12%                                                      | 12%                                                      |
| Природничі та прикладні науки                            | Природничі та прикладні науки                            |                                                          | 4,3%                                                     | 4,3%                                                     |
| Охорона здоров'я                                         | Охорона здоров'я                                         |                                                          | 6%                                                       | 6%                                                       |
| Освіта, правозахист, муніципальні та урядові служби      | Освіта, правозахист, муніципальні та урядові служби      |                                                          | 5,1%                                                     | 5,1%                                                     |
| Мистецтво, культура, відпочинок та спорт                 | Мистецтво, культура, відпочинок та спорт                 |                                                          | 1,7%                                                     | 1,7%                                                     |
| Роздрібна торгівля та послуги                            | Роздрібна торгівля та послуги                            |                                                          | 19,7%                                                    | 19,7%                                                    |
| Гуртова торгівля, транспорт та обладнання                | Гуртова торгівля, транспорт та обладнання                |                                                          | 37,6%                                                    | 37,6%                                                    |
| Природні ресурси, сільське господарство                  | Природні ресурси, сільське господарство                  |                                                          | 3,4%                                                     | 3,4%                                                     |
| Виробництво                                              | Виробництво                                              |                                                          | 5,1%                                                     | 5,1%                                                     |

## Клімат
Середня річна температура становить 5,1°C, середня максимальна – 21,7°C, а середня мінімальна – -14,5°C. Середня річна кількість опадів – 1 241 мм.
| Клімат поселення                              | Клімат поселення | Клімат поселення | Клімат поселення | Клімат поселення | Клімат поселення | Клімат поселення | Клімат поселення | Клімат поселення | Клімат поселення | Клімат поселення | Клімат поселення | Клімат поселення | Клімат поселення |
| Показник                                      | Січ.             | Лют.             | Бер.             | Квіт.            | Трав.            | Черв.            | Лип.             | Серп.            | Вер.             | Жовт.            | Лист.            | Груд.            |                  |
| Середній максимум, °C                         | −2,63            | −1,42            | 3,55             | 9,50             | 15,85            | 20,62            | 21,68            | 21,33            | 17,30            | 11,57            | 5,93             | −0,94            |                  |
| Середня температура, °C                       | −8,57            | −7,37            | −2,39            | 3,57             | 9,90             | 14,69            | 17,47            | 17,12            | 13,08            | 7,36             | 1,72             | −5,16            |                  |
| Середній мінімум, °C                          | −14,5            | −13,3            | −8,32            | −2,37            | 3,97             | 8,74             | 13,25            | 12,90            | 8,84             | 3,13             | −2,51            | −9,37            |                  |
| Норма опадів, мм                              | 125              | 89               | 106              | 95               | 100              | 91               | 92               | 75               | 105              | 115              | 120              | 128              |                  |
| Середньомісячна швидкість вітру, м/с          | 3.97             | 3.98             | 4.09             | 3.98             | 3.58             | 3.18             | 2.81             | 2.71             | 3.00             | 3.41             | 3.68             | 3.93             |                  |
| Середньомісячна сонячна радіація, кДж/м²·день | 5345             | 8647             | 12351            | 15274            | 18151            | 20178            | 19942            | 17712            | 13326            | 8569             | 5099             | 4109             |                  |
| --------------------------------------------- | ---------------- | ---------------- | ---------------- | ---------------- | ---------------- | ---------------- | ---------------- | ---------------- | ---------------- | ---------------- | ---------------- | ---------------- | ---------------- |
| Джерело:                                      |                  |                  |                  |                  |                  |                  |                  |                  |                  |                  |                  |                  |                  |